# Тайна освободителна македонска организация
Тайната освободителна македонска организация (ТОМО) е политическа организация на българоезичното население във Воденско, съществувала през първата половина на 1945 година. Създадена и функционирала под влиянието на Югославската комунистическа партия (ЮКП) и нейния югославски македонизъм, ТОМО се влива в по-широката организация, контролирана от югославските комунисти - Народоосвободителен фронт (НОФ).

## История на организацията
Съществуват две основни версии за основаването и функционирането на ТОМО, като и според двете тя е полусамостоятелно от ЮКП образувание.

### Версия на Вангел Аяновски
Според разказа на Вангел Аяновски Оче, приет от официалните историци на Егейска Македония в Скопие, ТОМО е основана по негова инициатива на 20 януари 1945 г. Самият той станал неин председател. В ръководството на организацията се включили Марика Самаренова, Ристо Кордалов, Туши Кереметчиев, Ташко Хаджиянов, Вангел Шармандов Илинденски. Център на дейността бил град Воден, заедно с околните села. Под влияние на тези развития много македонци напуснали Гръцката комунистическа партия и влезли в ТОМО. Сред тях били Мирка Гинова, Апостолаки Василев, Ристо Буковалов, Ташко Мамуровски, Ставро Камчев, Вани Калайджиев, а от Воден - Дини Кузев, Алеко Легинаров, Туши Умалиев, Перикли Паскалов, Никола Проев, Марика Самаренова, Дора Каймакова, Велика Аяновска, Дора Поченова, Петре Шорев, Ели Родичева, Александра Бобова.
Структури на организацията били създадени във воденските села Вълкоянево (отговорник Петре Петров), Луковец (Никола Кралевски), Кронцелево (Атанас Диовски), Саракиново (Ристо Бинов и Атанас Илиев), Долно Родиво (Петре Поповски), Горно Родиво (Байто Тръпко), Тресино (Гоно Янчев), Пожарско (Иван Доков), Бахово (Петре Тануров), Съботско (Ставро Камчев Лазо), Владово (Пена Думова), Русилово (Вани Шеретов), Острово (Ристо Богов и Илия Къртовски), Месимер (Кольо Кьорташев, Панайот Божинов и Вангел Чобанов). Успоредно с организационната мрежа бил формиран и партизански отряд в местността Гаганец над село Кронцелево, а седалището му е Нидже.
На конференция на 28 април 1945 в местността Тупче между Кронцелево и Вълкоянево организацията се присъединила към НОФ.

### Версия на Павле Раковски
Втората основна версия за историята на организацията е на Павле Раковски. Той като член на създадената в Битоля Политическа комисия за Егейска Македония през в началото на 1945 година нееднократно преминавал от Старавина в Мъгленско. При едно от тези посещения на 22 февруари 1945 година в село Долно Пожарско основал организацията. В нея били привлечени 13 села от Воденско (между тях Пожарско, Струпино, Баово, Цакони, Тресино, Горно Родиво, Долно Родиво, Саракиново, Кронцелево, Техово, Нисия).
След като на 23 април 1945 година в Скопие е създаден Народоосвободителният фронт Павле Раковски като член на неговото ръководство и отговорник за района на 20 юни 1945 година свикал окръжна конференция край Воден. На нея се осъществило преливането на ТОМО във воденска окръжна организация на НОФ. Тогава за председател на Окръжния комитет на НОФ бил определен Вангел Аяновски – Оче.